# Гайс, Оливер
Оливер Хорст Гайс (нем. Oliver Horst Geis род. 20 июня 1991 года) — немецкий стрелок, специализирующийся в стрельбе из пистолета. Призёр чемпионата мира.

## Карьера
Заниматься спортивной стрельбой Оливер Гайс начал в десятилетнем возрасте, через год попал в состав сборной Германии в своей возрастной категории.
В 2010 году Гайс принимал участие в домашнем чемпионате мира в молодёжном разряде, где дважды занял места на границе первой десятки (в стрельбе из пистолета с 50 метров и из скоростного пистолета).
С 2012 года Оливер выступает во взрослом разряде. В 2014 году он стал вице-чемпионом мира в стрельбе из скорострельного пистолета, уступив в финале три очка корейцу Киму.
В сезоне 2015 года Оливер Гайс выиграл два этапа из трёх в стрельбе из скорострельного пистолета, а ещё один раз был вторым.